# SM Megamall

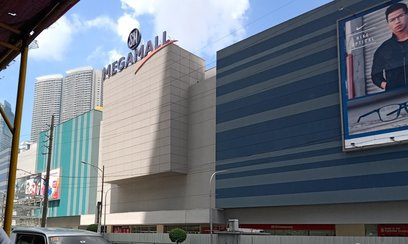
SM Megamall

SM Megamall ist der Name einer Shopping-Mall in Mandaluyong City, die momentan drittgrößte auf den Philippinen und sogleich eine der größten Asiens. Sie ist mehrheitlich im Besitz von SM Prime Holdings. Das Einkaufszentrum wurde im Jahre 1991 auf einem 10,5 Hektar großen Gelände fertiggestellt, und 2008 um das Megamall Atrium erweitert. Heute ist die SM Megamall ein zweiteiliger Gebäudekomplex mit einer Grundfläche von 348.056 Quadratmetern und ist 5 Etagen hoch. Das Gebäude verfügt über 550 Geschäfte und Restaurants sowie ein Multiplex-Kino mit 12 Kinosälen und ein Parkhaus für 2792 Autos.
Bis zur Eröffnung der SM Mall of Asia am 21. Mai 2006 war die SM Megamall die größte Shopping-Mall auf den Philippinen.